# Pocsaj
Pocsaj es un pueblo húngaro perteneciente al distrito de Derecske, condado de Hajdú-Bihar.

## Superficie
Cuenta con una superficie de 49,55 km².

## Demografía
Hasta 2024 la población era de 2525 habitantes, con una densidad de población de 50,95 hab/km².
| Gráfica de evolución demográfica de Pocsaj entre 2020 y 2024 |
|                                                              |
| Datos según la Oficina Central de Estadística de Hungría.    |